# Pombeiro de Ribavizela
Pombeiro de Ribavizela is een plaats (freguesia) in de Portugese gemeente Felgueiras en telt 2142 inwoners (2001).